# Суєтинівка
Суєтинівка (рос. Суетиновка) — село у Старополтавському районі Волгоградської області Російської Федерації.
Населення становить 45 осіб. Входить до складу муніципального утворення Кановське сільське поселення.

## Історія
Село розташоване у межах українського історичного та культурного регіону Жовтий Клин.
Село засноване 1859 року.
Згідно із законом від 17 січня 2005 року № 991-ОД органом місцевого самоврядування є Кановське сільське поселення.

## Населення
| 2010 |
| ---- |
| 45   |